# Varser
Varser (in armeno Վարսեր?, fino al 1946 Chrchr) è un comune dell'Armenia di 2 017 abitanti (2009) della provincia di Gegharkunik.